# Герб Синт-Эстатиуса
Герб Синт-Эстатиуса — официальный символ Синт-Эстатиуса (нидерл. Sint Eustatius) острова в Карибском море в составе Наветренных островов (архипелага Малые Антильские острова), общины Нидерландов, которая не входит ни в одну из нидерландских провинций, но вместе с двумя другими общинами на Малых Антильских островах составляет нидерландское владение Бонайре, Синт-Эстатиус и Саба, также называемое Карибскими Нидерландами.

## Описание
Состоит из щита и девиза. Герб был создан в 2002 году, утверждён 9 ноября 2004 года Советом острова Синт-Эстатиуса, когда страна ещё была частью Нидерландских Антильских островов. Автором герба является Вальтер Хеллебранд.
Щит состоит из трёх частей, представляющих собой символ прошлого, настоящего и будущего. На щите помещены изображение главного ориентира острова — золотой двуглавой горы Маунт-Мазинга (600 м), древнего потухшего вулкана с кратером на красном фоне, символизирующем тропический климат и сине-серебряных волн океана, оранжевый форт с открытыми воротами на зелёной траве и Ангела-королевы, тропической морской рыбы из семейства рыб-ангелов. Над щитом — корона в виде крепости с четырьмя башнями. За щитом — связки сахарного тростника, размещённых в виде Андреевского креста.
Золотая гора связана с прежним наименованием острова Годен рок (Золотая скала, Golden Rock), в те времена, когда он был очень богатым торговым центром на Карибах и островитяне получали значительные доходы от торговых операций. Форт Оранж (Oranje) во втором поле — самое старое по времени сооружение острова Синт-Эстатиуса, а также центр его общественной жизни. Рыба ангел-королева является символом богатства природы здешних мест и экологическое наследие острова. Природа также привлекает сюда много туристов и, таким образом, имеет важное значение для настоящего и будущего острова. Две связки сахарного тростника символизируют размещавшиеся на острове многочисленные плантации этой ценной сельскохозяйственной культуры. Стенная корона это 16 фортов, которые когда-то стояли на защите острова Синт-Эстатиуса, среди них и форт Ораньестад (Синт-Эстатиус), нынешняя столица острова. Над короной надпись на латыни St. Eustatius (Синт-Эстатиус).
Вокруг щита в виде нитки голубовато-синих бусин (бисера), которые символизировали богатство.
Под щитом лента с девизом «Superba et confidens» (на русском языке: «Гордый и отважный» или «Гордый и уверенный в себе»